# Maciukowo
Maciukowo (biał. Мацюкова, Maciukowa; ros. Матюково, Matiukowo) – wieś na Białorusi, w obwodzie witebskim, w rejonie głębockim. Wchodzi w skład sielsowietu Plissa.

## Historia
W czasach zaborów folwark w powiecie dzisieńskim, w guberni wileńskiej Imperium Rosyjskiego.
W okresie międzywojennym folwark a następnie kolonia leżała w granicach II Rzeczypospolitej w gminie Plisa, w powiecie dziśnieńskim, w województwie wileńskim.
Według Powszechnego Spisu Ludności z 1921 roku zamieszkiwało tu 36 osób, 35 było wyznania rzymskokatolickiego a 1 prawosławnego. Jednocześnie wszyscy mieszkańcy zadeklarowali polską przynależność narodową. Było tu 6 budynków mieszkalnych. W 1931 w 7 domach zamieszkiwało 48 osób.
Wierni należeli do parafii rzymskokatolickiej w Zadorożu i prawosławnej w Plissie. Miejscowość podlegała pod Sąd Grodzki w Głębokiem i Okręgowy w Wilnie; właściwy urząd pocztowy mieścił się w Plissie.
Po agresji ZSRR na Polskę w 1939 roku wieś znalazła się pod okupacją sowiecką, w granicach BSRR. W latach 1941–1944 była pod okupacją niemiecką. Następnie leżała w BSRR. Od 1991 roku w Republice Białorusi. W 1999 r. miejscowość zamieszkiwało 582 mieszkańców w 227 domach.

## Parafia rzymskokatolicka
Wieś leży w parafii Najświętszej Maryi Panny Łaskawej w Zadorożu.